# 김병수 (1954년)
김병수(金秉洙, 1954년 11월 19일~)은 대한민국의 정치인이다. 제45대 경상북도 울릉군수이다.

## 학력
- 대구공업대학교 건축인테리어계열

## 경력
- 대구고등학교부설방송통신고등학교 졸업
- 울릉군청 지적계장
- 2006.07~2010.06: 제5대 경상북도 울릉군의회 의원(초선, 가 선거구)
- 2010.07~2014.06: 제6대 경상북도 울릉군의회 의원(재선, 가 선거구)
- 2010.07~2012.07: 제6대 경상북도 울릉군의회 전반기 의장
- 2018.07~2022.06: 제45대 민선 7기 경상북도 울릉군수(초선)

## 역대 선거 결과
|  | 18.65% |

|  | 20.39% |

|  | 35.54% |

| 전임 최수일 | 제45대 경상북도 울릉군수 2018년 7월 1일~2022년 6월 30일 | 후임 남한권 |